# Günter Euringer
Günter Euringer (født 1963 i München) er navnet på det ansigt, der indtil 2005 i flere årtier havde prydet indpakningen på det kendte tyske "Kinder æg". Billedet blev taget i 1973 og blev senere efterbehandlet digitalt på computer. Euringers honorar lød på 300 tyske Mark.
Hans ansigt blev udvalgt som et af de fem mest kendte ikoner inden for tysk popkultur.
Identeten af hans ansigt forblev en velbevaret hemmelighed indtil 2005 da han ikke ønskede at ville kunne genkendes. Euringer arbejder i dag som kameramand og film producer og udgav i 2005 sin autobiografi kaldet "Das Kind der Schokolade".